# Jean-François Fauchille
Jean-François Fauchille, né le 24 novembre 1947 dans le 8e arrondissement de Paris et mort le 13 janvier 2014 à Monaco, est un copilote de rallye français.

## Biographie
Sa carrière comme navigateur s'étale en WRC de 1974 à 1994, avec 42 courses disputées. Il a obtenu sept podiums dans le championnat du monde, entre 1985 et 1989.
Il a été le copilote de personnalités diverses, telles Jean-Louis Clarr, Bernard Béguin (vice-champion d'Europe des rallyes), Christian Dorche, Alain Ambrosino (triple champion d'Afrique des rallyes), Guy Fréquelin (vice-champion du monde des rallyes), Bruno Saby (champion du monde des rallye-raids), l'argentin Carlos Reutemann (vice-champion du monde de Formule 1: il est l'un des deux seuls copilotes à avoir couru en compétitions mondiales avec lui), ou même Daniel Ducruet.
En 2012 (à 65 ans), il est encore aux côtés de l'Italien Pedro au Rallye Historique d'Ypres, se classant 9e sur Lancia Rally 037 (Pedro devient cette année-là Champion d'Europe des rallyes historiques du Groupe 4 - véhicules construits entre 1982 et 1985).
Jean-François Fauchille meurt à Monaco d'un cancer le 13 janvier 2014.

## Titres
- Vice-champion d'Europe des rallyes (derrière Miki Biason), en 1983 avec Guy Fréquelin pour pilote sur Opel Ascona et Manta 400;
- Champion de France des rallyes, en 1983 avec Guy Fréquelin pour pilote sur Opel Ascona et Opel Manta 400;
- Champion de France des rallyes du Groupe 2, en 1974, avec Jean-Louis Clarr sur Opel Ascona;
  - Vice-champion de France des rallyes du Groupe 2, en 1975 avec Jean-Louis Clarr sur Opel Ascona;

## Victoires en WRC (2)
- Tour de Corse: 1986 (avec Bruno Saby);
- Rallye Monte-Carlo: 1988 (avec B. Saby);

## Podiums en WRC
Avec Bruno Saby;
- 2e du Tour de Corse en 1985;
- 2e du Rallye Sanremo en 1987;
- 3e du Rallye de l'Acropole en 1986;
- 3e du Tour de Corse en 1988;

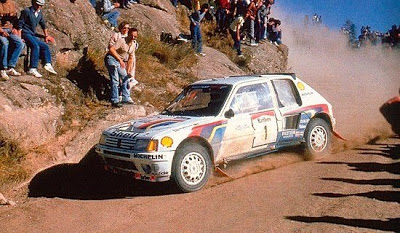
Carlos Reutemann au Rallye d'Argentine 1985, troisième sur Peugeot 205 Turbo 16.

- 3e du rallye Monte-Carlo en 1989;

Avec Carlos Reutemann:
- 3e du rallye d'Argentine en 1985;

## Victoires en championnat de France (8)
Avec J-L. Clarr:
- Rallye du Mont-Blanc: 1975 (victoire en Gr.2);
- Critérium Alpin: 1976;
- Critérium Jean Behra; 1976;

Avec G. Fréquelin:
- Rallye Lyon-Charbonnières: 1983;
- Rallye des Garrigues (ERC): 1983;
- Rallye du Pays basque: 1983;
- Rallye des 1000 Pistes: 1983;
- Rallye du Var: 1983;

Avec B. Saby:
- Tour de Corse: 1986;

## Autres victoires (et podiums) en rallyes étrangers
- Rallye Catalunya-Costa Brava (ERC): 1988 (avec B. Saby);
- Rallye Villa de Llanes (SRC): 1985 (avec B. Saby);
  - 2e des 24 heures d'Ypres en 1987 (ERC) (avec B. Saby);
  - 3e des 24 Heures d'Ypres en 1986 (ERC) (avec B. Saby);

## Autres victoires françaises
- Ronde Cévenole (ERC - Rallye des Garrigues): 1983 et 1985 (avec G. Fréquelin);
- Tour de France automobile (ERC): 1983 (avec G. Fréquelin, et 1er du Groupe B; également 1er du Groupe 1 en 1979);
- Rallye des 1000 Pistes: 1976 (avec J-L. Clarr);
- Tour de la Nièvre: 1975 (avec J-L. Clarr);
- Rallye de la Lozère: 1974 (avec J-L Clarr);
- Rallye Dôme-Forez: 1974 (avec J-L Clarr).